# مقبرةالشعرا

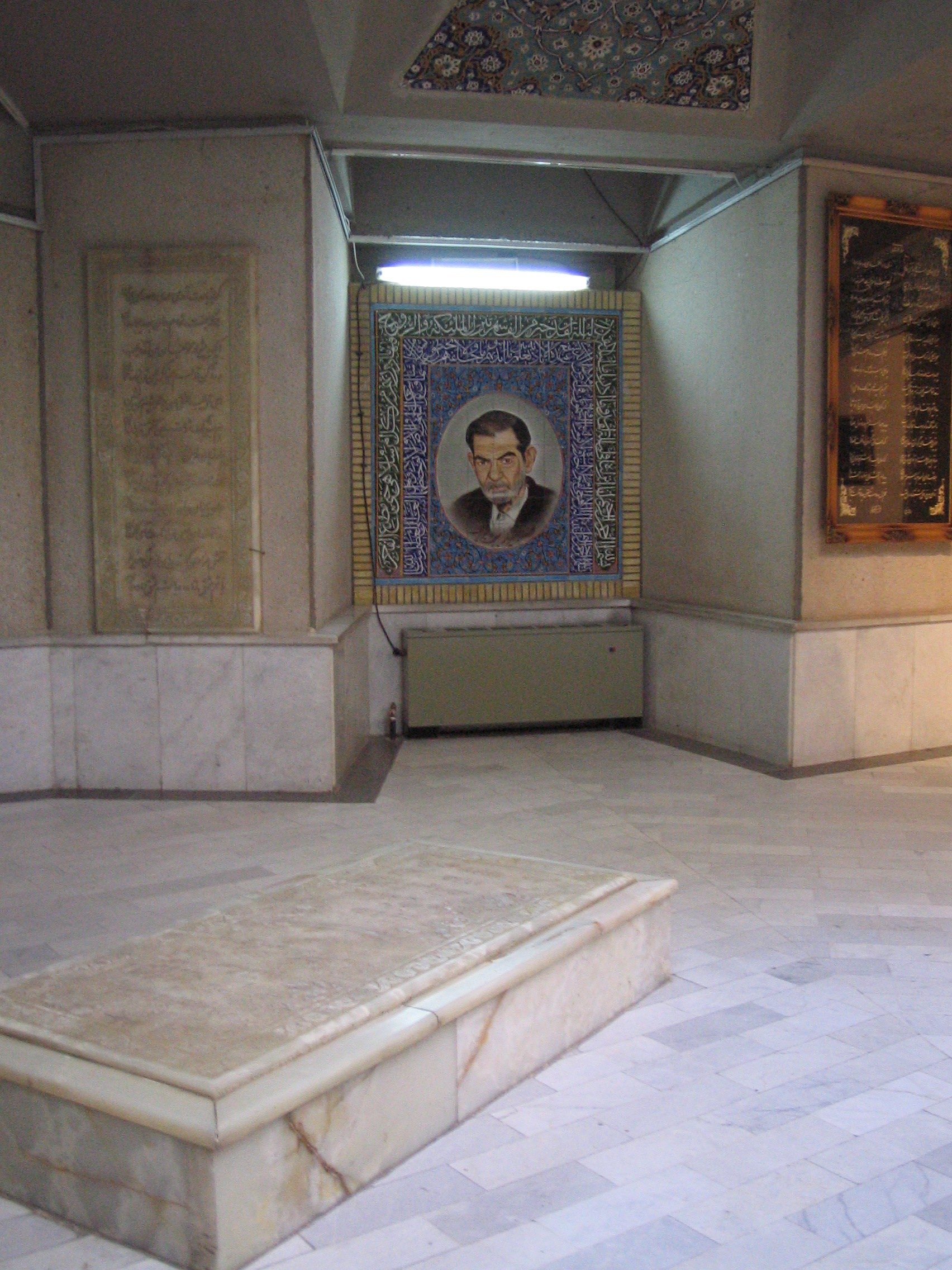
نمایی از آرامگاه شهریار به عنوان آخرین شاعر خاک‌سپاری‌شده در مقبرةالشعرا

مقبرةالشعرا (آرامگاه شاعران، گورستان سرخاب) یکی از گورستان‌های تاریخی شهر تبریز است که در محلهٔ سرخاب واقع شده است. مقبرةالشعرا هم‌اکنون در پیرامون تکیهٔ حیدر در تقاطع خیابان‌های ثقةالاسلام و عارف و در ضلع شرقی بقعه سید حمزه و مقبره قائم مقام و ملاباشی قرار دارد. این اثر در تاریخ ۱۸ اسفند ۱۳۸۷ با شمارهٔ ثبت ۲۵۱۹۱ به‌عنوان یکی از آثار ملی ایران به ثبت رسیده‌است.
مقبرةالشعرا در گذشته با اسامی حظیرةالشعرا، حظیرةالقضاة و قبرستان سرخاب نیز نامیده می‌شد؛ اما گذشت روزگاران و مهم‌تر از آن حوادث طبیعی چون سیل و زلزله، شکل ظاهری آن را از بین برده‌است.

## تاریخچه
نام این گورستان در آثار مکتوب پیش از سدهٔ هشتم هجری به‌چشم نمی‌خورد. کتاب لباب‌الالباب تألیف محمد عوفی در سال ۶۱۸ هجری که در آن شرح حالی از شاعران سدهٔ ششم هجری -همانند خاقانی و فارابی ـ که در مقبرةالشعرا مدفون‌اند- گنجانده شده‌است، نامی از این مکان به‌میان آورده نشده‌است. قدیمی‌ترین اشاره به این گورستان در کتاب نزهةالقلوب تألیف حمدالله مستوفی در سال ۷۴۰ هجری می‌باشد؛ همچنین در «تاریخ گزیدهٔ مستوفی» تألیف ۷۳۰ هجری نیز به مقبرةالشعرا اشاره شده‌است. به‌دلیل متروک‌شدن مقبرةالشعرا پس از زمین‌لرزه‌های سال‌های ۱۱۹۳ و ۱۱۹۴ هجری قمری و به دلیل مدفون شدن بسیاری از شاعران و عارفان بزرگ در این گورستان، در شهریور ۱۳۵۰ خورشیدی مسابقه‌ای برای طرح یک بنای یادبود در مقبرةالشعرا توسط روزنامه‌های اطلاعات و کیهان و مجلهٔ یغما برگزار گردید و پس از چندی پیشنهاد «غلام‌رضا فرزان‌مهر» برگزیده شد و عملیات احداث بنای یادبود آغاز گردید. هم‌اکنون این بنای یادبود نماد مقبرةالشعرا و یکی از نمادهای شهر تبریز محسوب می‌شود.

## دفن‌شدگان
بیش از ۴۰۰ ،شاعر عارف و رجال نامی ایران و کشورهای منطقه از ۸۰۰ سال پیش به ترتیب از حکیم اسدی طوسی تا شهریار، یکی پس از دیگری در اینجا به خاک سپرده شده‌اند.

از معروفترین آرمیدگان در مقبرةالشعرا می‌توان به افراد زیر اشاره کرد:
- اسدی طوسی
- خاقانی شروانی
- ذوالفقار شروانی
- عزیز خان مکری
- شاهپور نیشابوری
- شکیبی تبریزی
- شمس‌الدین سجاسی
- ظهیر فاریابی
- قطران تبریزی
- سلمان ساوجی
- لسانی شیرازی
- مانی شیرازی
- مجیرالدین بیلقانی
- مغربی تبریزی
- همام تبریزی
- انوری ابیوردی
- میرزا عیسی قائم‌مقام
- ثقةالاسلام تبریزی
- محمدحسین بهجت تبریزی (شهریار)
- مهدی روشن ضمیر
- میرزا طاهر خوشنویس تبریزی
- محمود پدیده
- محمود ملماسی
- سید یوسف نجمی
- علی حریرچی
- عزیز دولت‌آبادی
- جواد آذر
- اصغر فردی
- علی نظمی تبریزی

## نگارخانه

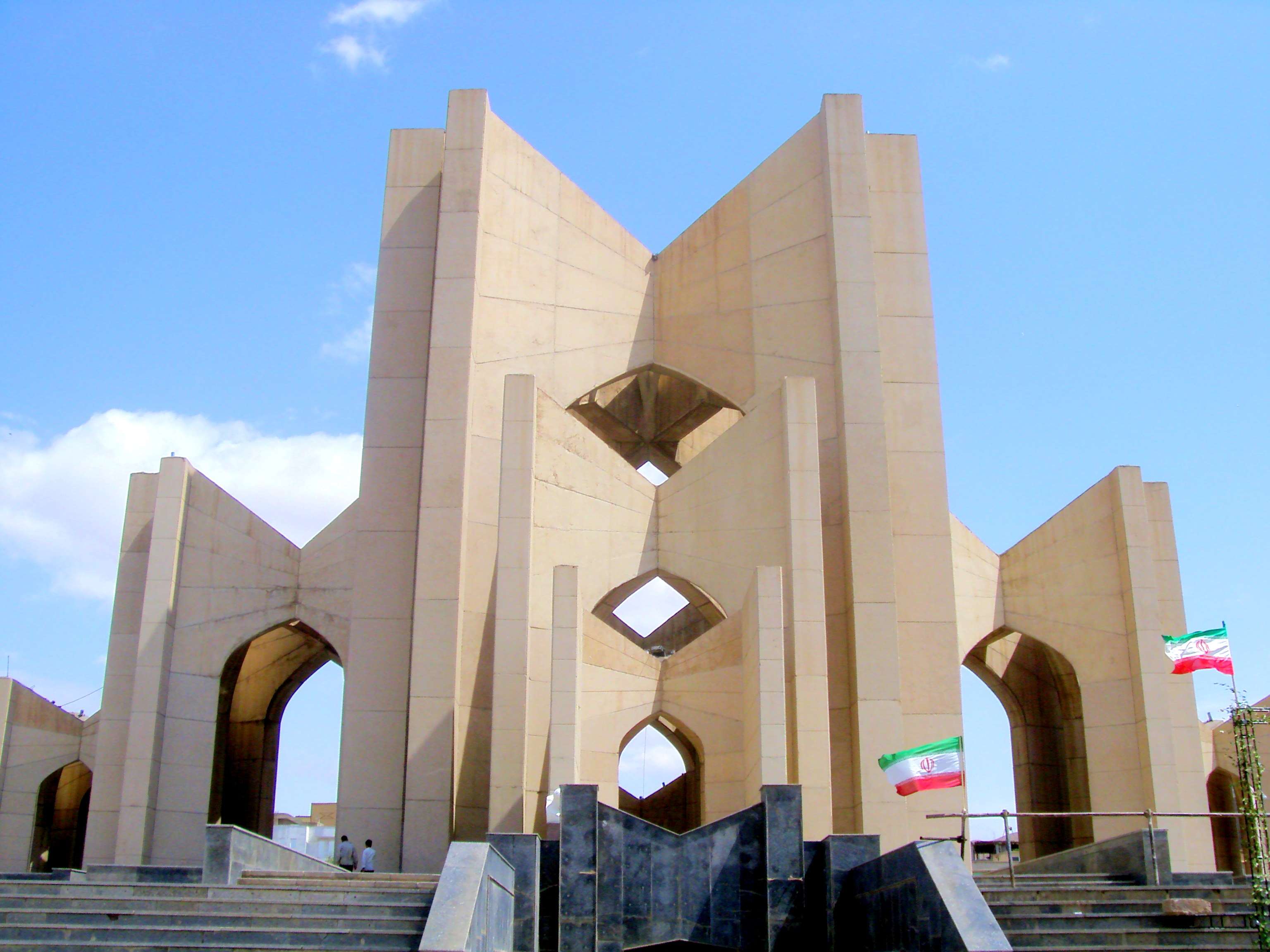
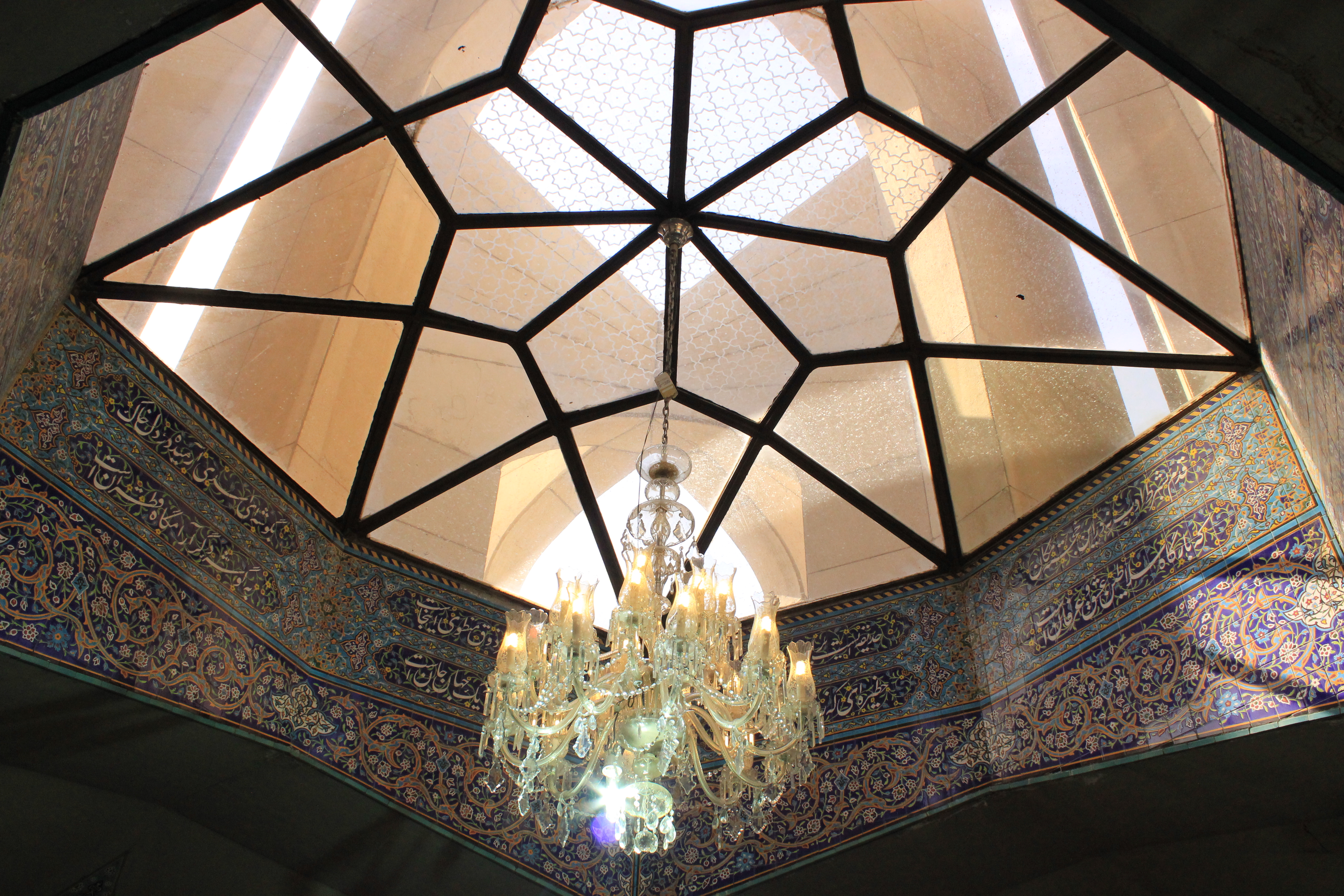
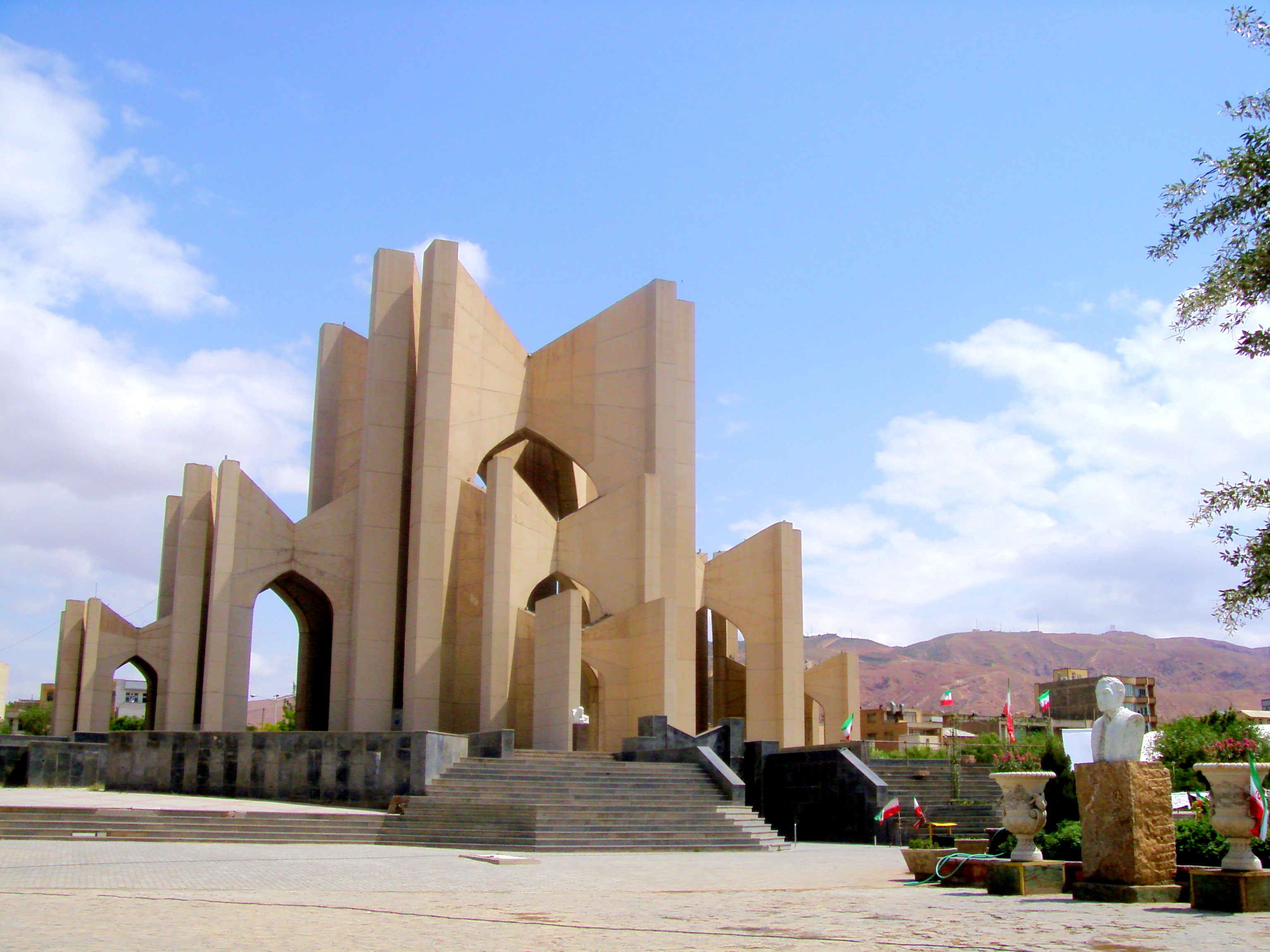
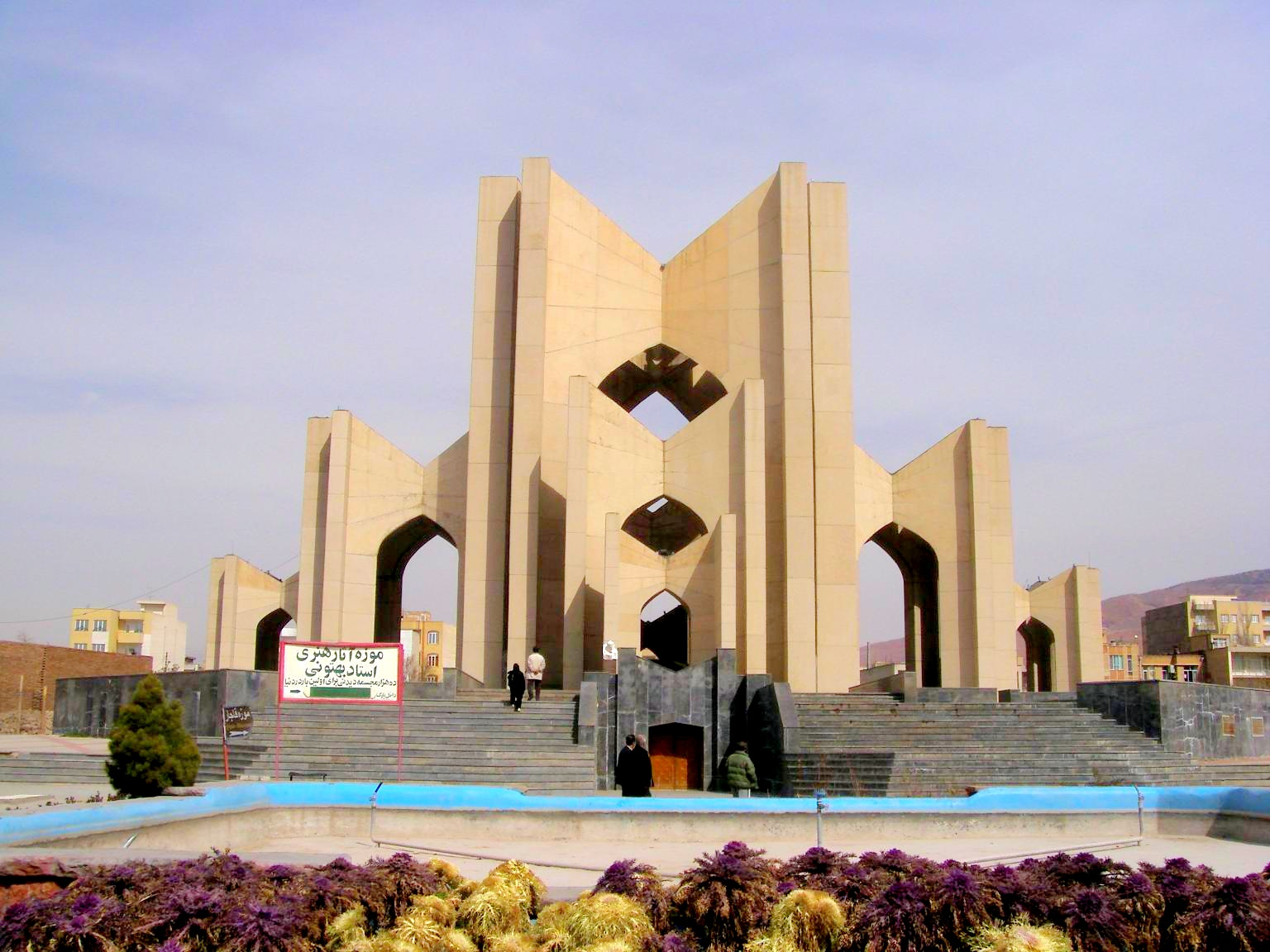
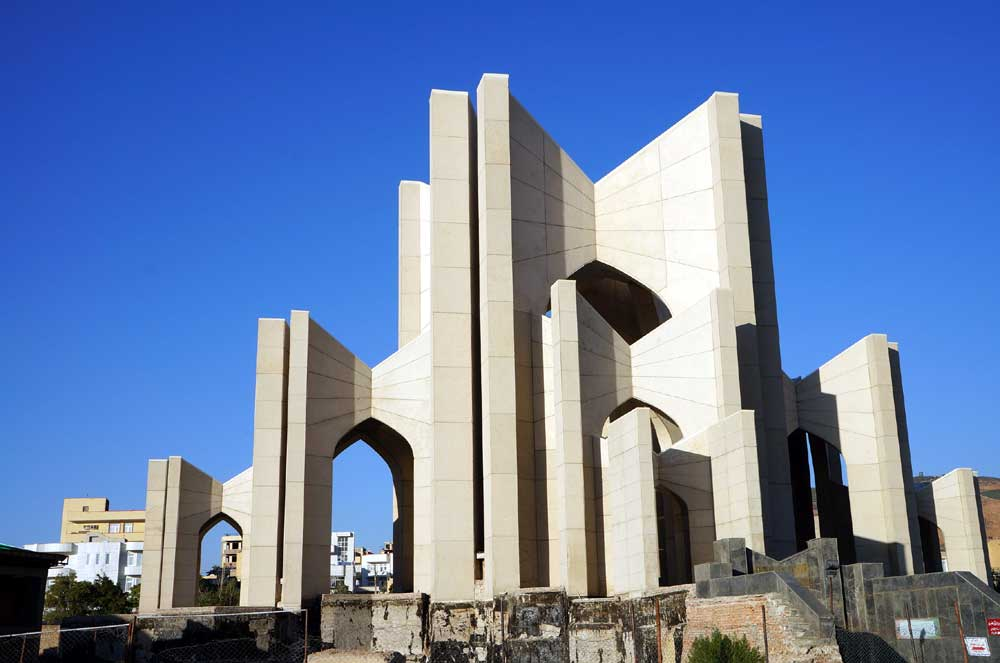
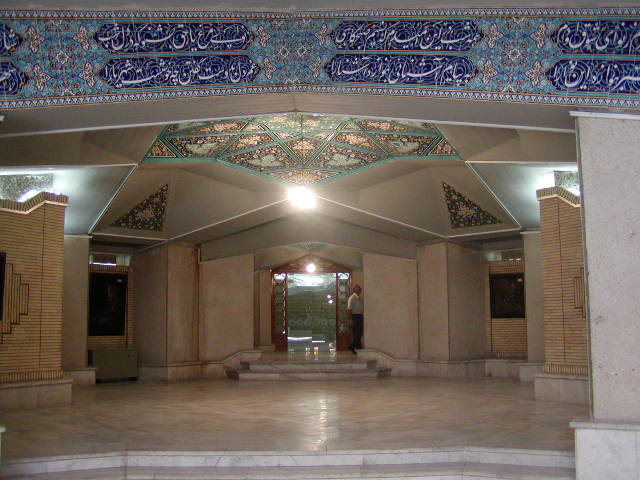